# 景定
景定（けいてい）は、中国・南宋の理宗の治世に使用された元号。1260年 - 1264年。

## 西暦等との対照表
| 景定 | 元年   | 2年    | 3年    | 4年    | 5年    |
| 西暦 | 1260年 | 1261年 | 1262年 | 1263年 | 1264年 |
| 干支 | 庚申   | 辛酉   | 壬戌   | 癸亥   | 甲子   |
| 元   | 中統元 | 中統2  | 中統3  | 中統4  | 至元元 |

## 出来事
- 開慶元年
  - 12月13日：翌年より踰年改元の詔が下る。
- 景定元年
  - 4月16日：賈似道が少師・右丞相となり政権を握る。
  - 7月：モンゴルの郝経が来て和議を求めたが、南宋はこれを拒否。郝経は真州に抑留される。
  - 9月23日：李璮が淮安を侵犯する。
- 景定2年
  - 4月5日：呂文徳が京湖安撫制置大使に任ぜられる。
  - 7月29日：クビライが南宋征討を宣する。
- 景定3年
  - 2月3日：李璮がモンゴルを裏切って南宋と内応する。
  - 7月20日：モンゴルが李璮の乱を平定する。
- 景定4年
  - 2月：嘉定府がモンゴル軍により侵される。
  - 2月7日：公田を買い上げる詔勅が出る。
  - 10月13日：浙西の6郡に公田荘が設置される。
- 景定5年
  - 10月24日：関子銅銭法を行ない、現行会子の発行は中止させる。
  - 10月26日：理宗が崩ずる。
  - 12月1日：度宗の即位により翌年から「咸淳」へ踰年改元の詔が下る。